# The B-Side Collection
The B-Side Collection, lanzado el 18 de diciembre de 2007, es un álbum recopilatorio de siete canciones grabadas por la banda de pop rock Maroon 5. Estas canciones no fueron incluidas en su segundo álbum de estudio It Won't Be Soon Before Long. El álbum alcanzó el nº51 en la lista Billboard 200 en su primera semana.

## Fondo

### Producción
Maroon 5 grabó más de una docena de canciones para su segundo álbum de estudio It Won't Be Soon Before Long. Finalmente, la lista de canciones elegidas para el álbum eran algunas de las favoritas del vocalista Adam Levine. Durante la promoción del álbum en los Estados Unidos y México el grupo decidió lanzar 7 canciones inéditas para el público.
El sello A&M/Octone conversó con  Levine acerca de lanzar una versión de lujo de It Won't Be Soon Before Long por resultados positivos que había logrado el álbum. Tuvieron muchas reuniones con iTunes para finalmente, la última semana de noviembre, decidieron lanzar siete pistas inéditas de It Won't Be Soon Before Long.

### Promoción y lanzamiento
El álbum fue muy promocionado en iTunes store y el sitio oficial de Apple. El álbum estuvo disponible en el sitio de Apple Inc., desde el 12 de diciembre de 2007, una semana antes de la fecha de lanzamiento en América del Norte.

## Lista de canciones
1. "Story" – 4:29
2. "Miss You Love You" – 3:10
3. "Until You're Over Me" – 3:15
4. "Losing My Mind" – 3:20
5. "The Way I Was" – 4:18
6. "Figure It Out" – 2:59
7. "Infatuation" – 4:26

## Listas
| País                      | Lista (2007)          | Posición |
| ------------------------- | --------------------- | -------- |
| Bandera de Canadá         | iTunes Top 100 Albums | 19       |
| Bandera de Estados Unidos | iTunes Top 100 Albums | 5        |
| Bandera de Estados Unidos | Billboard 200         | 51       |